# Стафилококковый менингит
Стафилококковый менингит — инфекционное заболевание, один из разновидностей гнойного менингита, вызываемое возбудителями Staphylococcus aureus и Staphylococcus epidermidis, поражение всегда является вторичным. Характерными особенностями данного заболевания является тяжелое течение, возможность возникновения абсцесса мозга и неблагоприятный прогноз.

## Этиопатогенез
Возбудитель заболевания — стафилококки (S. аureus, реже — S. epidermidis). Это микроорганизмы размеров 0,5-1,5 мкм. Наилучшая температура для роста и размножения бактерий — 30-37 °С. Устойчивы к высушиванию и нагреванию. Очень чувствительны к солнечному свету и действию дезинфектантов.
Основными путями проникновения возбудителя в головной мозг являются абсцесс головного мозга, синуиты (контактный), пневмония, эндокардит (гематогенный) и челюстно-лицевая хирургия (посттравматический).

## Эпидемиология
Источником заражения являются больные и носители возбудителя. Механизм передачи инфекции воздушно-капельный, контактный и алиментарный. Обычно, стафилококковым менингитом болеют новорожденные и дети до трех месяцев с перинатальной патологией.

## Симптоматика
Первыми признаками стафилококкового менингита являются высокая температура тела, достигающая 40°С, тошнота и рвота, сильная головная боль. Состояние больного тяжелое: наблюдается тремор конечностей, гиперестезия, нарушается сознание (может даже возникнуть кома), ярко выражен менингеальный синдром, судороги. Возможно формирование абсцессов головного мозга, в веществе мозга могут быть обнаружены четкие границы гнойной полости.

## Лечение и прогноз
Для наиболее эффективного лечения необходимо применять комплексные препараты антистафилококкового действия. Также, следует применять антибиотики, в основном аминогликозиды в сочетании с пенициллином и подобным ему лекарств, например, метициллином. Нередко врачами назначаются нитрофураны. Когда больной идет на поправку, прописывают стафилококковый анатоксин, аутовакцину, стафилококковый бактериофаг.
Летальность при своевременном и адекватном лечении достигает 30 %.